# Керова совица
Керова совица (лат. Agrotis kerri, енгл. Kerr's noctuid moth) је инсект из реда лептира (Lepidoptera) и породице совица (Noctuidae). 

## Распрострањење
Ареал врсте је био ограничен на једну државу. Сједињене Америчке Државе су биле једино познато природно станиште врсте. Врста је била присутна на подручју Хавајских острва.

## Угроженост
Ова врста је изумрла, што значи да нису познати живи примерци.